# Seznam dílů seriálu Rozvedený se závazky
Toto je seznam dílů seriálu Rozvedený se závazky.

## Přehled řad
| Řada | Díly | Premiéra v USA  | Premiéra v USA  | Premiéra v ČR    | Premiéra v ČR   |
| Řada | Díly | První díl       | Poslední díl    | První díl        | Poslední díl    |
| ---- | ---- | --------------- | --------------- | ---------------- | --------------- |
| 1    | 13   | 29. června 2010 | 7. září 2010    | 6. července 2012 | 17. srpna 2012  |
| 2    | 13   | 23. června 2011 | 8. září 2011    | nebylo vysíláno  | nebylo vysíláno |
| 3    | 13   | 28. června 2012 | 27. září 2012   | nebylo vysíláno  | nebylo vysíláno |
| 4    | 14   | 5. května 2014  | 16. června 2014 | nebylo vysíláno  | nebylo vysíláno |
| 5    | 8    | 9. dubna 2015   | 28. května 2015 | nebylo vysíláno  | nebylo vysíláno |

## Seznam dílů

### První řada (2010)
| Č. v seriálu | Č. v řadě | Původní název     | Český název                | Režie      | Scénář     | Premiéra v USA    | Premiéra v ČR     |
| ------------ | --------- | ----------------- | -------------------------- | ---------- | ---------- | ----------------- | ----------------- |
| 1            | 1         | Pilot             | —                          | Louis C.K. | Louis C.K. | 29. června 2010   | 16. července 2012 |
| 2            | 2         | Poker/Divorce     | Poker/Rozvod               | Louis C.K. | Louis C.K. | 29. června 2010   | 11. července 2012 |
| 3            | 3         | Dr. Ben/Nick      | Doktor Ben                 | Louis C.K. | Louis C.K. | 6. července 2010  | 13. července 2012 |
| 4            | 4         | So Old/Playdate   | Tak starý/Kamarád na hraní | Louis C.K. | Louis C.K. | 13. července 2010 | 18. července 2012 |
| 5            | 5         | Travel Day/South  | Let/Na Jihu                | Louis C.K. | Louis C.K. | 20. července 2010 | 20. července 2012 |
| 6            | 6         | Heckler/Cop Movie | Potížistka/Role policajta  | Louis C.K. | Louis C.K. | 27. července 2010 | 25. července 2012 |
| 7            | 7         | Double Date/Mom   | Rande ve třech/Máma        | Louis C.K. | Louis C.K. | 3. srpna 2010     | 27. července 2012 |
| 8            | 8         | Dogpound          | Psí život                  | Louis C.K. | Louis C.K. | 10. srpna 2010    | 1. srpna 2012     |
| 9            | 9         | Bully             | Surovec                    | Louis C.K. | Louis C.K. | 17. srpna 2010    | 3. srpna 2012     |
| 10           | 10        | Dentist/Tarese    | Zubař/Tarese               | Louis C.K. | Louis C.K. | 24. srpna 2010    | 8. srpna 2012     |
| 11           | 11        | God               | Bůh                        | Louis C.K. | Louis C.K. | 31. srpna 2010    | 10. srpna 2012    |
| 12           | 12        | Gym               | Posilovna                  | Louis C.K. | Louis C.K. | 7. září 2010      | 15. srpna 2012    |
| 13           | 13        | Night Out         | Na tahu                    | Louis C.K. | Louis C.K. | 7. září 2010      | 17. srpna 2012    |

### Druhá řada (2011)
| Č. v seriálu | Č. v řadě | Původní název      | Režie      | Scénář                                              | Premiéra v USA    |
| ------------ | --------- | ------------------ | ---------- | --------------------------------------------------- | ----------------- |
| 14           | 1         | Pregnant           | Louis C.K. | Louis C.K.                                          | 23. června 2011   |
| 15           | 2         | Bummer/Blueberries | Louis C.K. | námět: Louis C.K. a Pamela Adlon scénář: Louis C.K. | 30. června 2011   |
| 16           | 3         | Moving             | Louis C.K. | Louis C.K.                                          | 7. července 2011  |
| 17           | 4         | Joan               | Louis C.K. | Louis C.K.                                          | 14. července 2011 |
| 18           | 5         | Country Drive      | Louis C.K. | Louis C.K.                                          | 21. července 2011 |
| 19           | 6         | Subway/Pamela      | Louis C.K. | Louis C.K.                                          | 28. července 2011 |
| 20           | 7         | Oh, Louie/Tickets  | Louis C.K. | Louis C.K.                                          | 4. srpna 2011     |
| 21           | 8         | Come On, God       | Louis C.K. | Louis C.K.                                          | 11. srpna 2011    |
| 22           | 9         | Eddie              | Louis C.K. | Louis C.K.                                          | 11. srpna 2011    |
| 23           | 10        | Halloween/Ellie    | Louis C.K. | Louis C.K.                                          | 18. srpna 2011    |
| 24           | 11        | Duckling           | Louis C.K. | Louis C.K.                                          | 25. srpna 2011    |
| 25           | 12        | Niece              | Louis C.K. | Louis C.K.                                          | 1. září 2011      |
| 26           | 13        | New Jersey/Airport | Louis C.K. | Louis C.K.                                          | 8. září 2011      |

### Třetí řada (2012)
| Č. v seriálu | Č. v řadě | Původní název                 | Režie      | Scénář                                              | Premiéra v USA  |
| ------------ | --------- | ----------------------------- | ---------- | --------------------------------------------------- | --------------- |
| 27           | 1         | Something Is Wrong            | Louis C.K. | Louis C.K.                                          | 28. června 2012 |
| 28           | 2         | Telling Jokes/Set Up          | Louis C.K. | Louis C.K.                                          | 5. června 2012  |
| 29           | 3         | Miami                         | Louis C.K. | Louis C.K.                                          | 12. června 2012 |
| 30           | 4         | Daddy's Girlfriend (Part 1)   | Louis C.K. | námět: Louis C.K. a Pamela Adlon scénář: Louis C.K. | 19. června 2012 |
| 31           | 5         | Daddy's Girlfriend (Part 2)   | Louis C.K. | Louis C.K.                                          | 26. června 2012 |
| 32           | 6         | Barney/Never                  | Louis C.K. | Louis C.K.                                          | 2. srpna 2012   |
| 33           | 7         | Ikea/Piano Lesson             | Louis C.K. | námět: Louis C.K. a Pamela Adlon scénář: Louis C.K. | 9. srpna 2012   |
| 34           | 8         | Dad                           | Louis C.K. | Louis C.K.                                          | 16. srpna 2012  |
| 35           | 9         | Looking for Liz/Lilly Changes | Louis C.K. | Louis C.K.                                          | 23. srpna 2012  |
| 36           | 10        | Late Show (Part 1)            | Louis C.K. | Louis C.K.                                          | 30. srpna 2012  |
| 37           | 11        | Late Show (Part 2)            | Louis C.K. | Louis C.K.                                          | 13. září 2012   |
| 38           | 12        | Late Show (Part 3)            | Louis C.K. | Louis C.K.                                          | 20. září 2012   |
| 39           | 13        | New Year's Eve                | Louis C.K. | Louis C.K.                                          | 27. září 2012   |

### Čtvrtá řada (2014)
| Č. v seriálu | Č. v řadě | Původní název         | Režie      | Scénář                    | Premiéra v USA  |
| ------------ | --------- | --------------------- | ---------- | ------------------------- | --------------- |
| 40           | 1         | Back                  | Louis C.K. | Louis C.K.                | 5. května 2014  |
| 41           | 2         | Model                 | Louis C.K. | Louis C.K.                | 5. května 2014  |
| 42           | 3         | So Did the Fat Lady   | Louis C.K. | Louis C.K.                | 12. května 2014 |
| 43           | 4         | Elevator (Part 1)     | Louis C.K. | Louis C.K.                | 12. května 2014 |
| 44           | 5         | Elevator (Part 2)     | Louis C.K. | Louis C.K.                | 19. května 2014 |
| 45           | 6         | Elevator (Part 3)     | Louis C.K. | Louis C.K.                | 19. května 2014 |
| 46           | 7         | Elevator (Part 4)     | Louis C.K. | Louis C.K.                | 26. května 2014 |
| 47           | 8         | Elevator (Part 5)     | Louis C.K. | Louis C.K.                | 26. května 2014 |
| 48           | 9         | Elevator (Part 6)     | Louis C.K. | Louis C.K.                | 2. června 2014  |
| 49           | 10        | Pamela (Part 1)       | Louis C.K. | Louis C.K.                | 2. června 2014  |
| 50           | 11        | In the Woods (Part 1) | Louis C.K. | Louis C.K.                | 9. června 2014  |
| 51           | 12        | In the Woods (Part 2) | Louis C.K. | Louis C.K.                | 9. června 2014  |
| 52           | 13        | Pamela (Part 2)       | Louis C.K. | Louis C.K. a Pamela Adlon | 16. června 2014 |
| 53           | 14        | Pamela (Part 3)       | Louis C.K. | Louis C.K. a Pamela Adlon | 16. června 2014 |

### Pátá řada (2015)
| Č. v seriálu | Č. v řadě | Původní název     | Režie      | Scénář                                               | Premiéra v USA  |
| ------------ | --------- | ----------------- | ---------- | ---------------------------------------------------- | --------------- |
| 54           | 1         | Pot Luck          | Louis C.K. | Louis C.K                                            | 9. dubna 2015   |
| 55           | 2         | A La Carte        | Louis C.K. | námět: Louis C.K. a Pamela Adlon scénář: Louis C.K.  | 16. dubna 2015  |
| 56           | 3         | Cop Story         | Louis C.K. | námět: Louis C.K. a Robert Smigel scénář: Louis C.K. | 23. dubna 2015  |
| 57           | 4         | Bobby's House     | Louis C.K. | Louis C.K                                            | 30. dubna 2015  |
| 58           | 5         | Untitled          | Louis C.K. | Louis C.K                                            | 7. května 2015  |
| 59           | 6         | Sleepover         | Louis C.K. | námět: Louis C.K. a Pamela Adlon scénář: Louis C.K.  | 14. května 2015 |
| 60           | 7         | The Road (Part 1) | Louis C.K. | Louis C.K                                            | 21. května 2015 |
| 61           | 8         | The Road (Part 2) | Louis C.K. | námět: Louis C.K. a Steven Wright scénář: Louis C.K. | 28. května 2015 |